# No Future (chanson)
Pour la chanson de Nâdiya et Kelly Rowland, voir No Future in the Past.
Pour les articles homonymes, voir No Future.
Singles de Nanase Aikawa
Seven Seas
(2000) Dandelion
(2001)
No Future est le 18e single de Nanase Aikawa, sorti sous le label Avex Trax le 9 août 2000 au Japon. Il atteint la 15e place du classement de l'Oricon et reste classé pendant 3 semaines pour un total de 46 000 exemplaires vendus. No Future a été utilisé comme opening de l'anime  Zoids: New Century Zero. No Future se trouve sur l'album Purana et sur les compilations ID：2 et Rock or Die.

## Liste des titres
| 1. | No Future          |  |
| 2. | Dearest: my friend |  |